# 요코야마 다카아키
요코야마 다카아키(일본어: 横山 貴明, 1991년 4월 10일 ~ )는 일본의 프로 야구 선수이며, 현재 퍼시픽 리그인 도호쿠 라쿠텐 골든이글스의 소속 선수(투수)이다.

## 플레이 스타일
오른팔로부터 140km를 넘는 직구와 가로세로 변화구를 던진다.

## 상세 정보

### 출신 학교
- 세이코가쿠인 고등학교
- 와세다 대학

### 선수 경력
- 도호쿠 라쿠텐 골든이글스(2014년 ~ )

### 개인 기록

#### 첫 기록
- 첫 등판·첫 승리 : 2014년 8월 30일, 대 후쿠오카 소프트뱅크 호크스 19차전(라쿠텐 Kobo 스타디움 미야기), 6회초 2사에 3번째 투수로서 구원 등판, 1/3이닝 1피안타 무실점
- 첫 선발 : 2014년 9월 10일, 대 오릭스 버펄로스 20차전(라쿠텐 Kobo 스타디움 미야기), 5이닝 3실점에서 패전 투수
- 첫 탈삼진 : 2014년 9월 18일, 대 지바 롯데 마린스 24차전(라쿠텐 Kobo 스타디움 미야기), 2회초에 후쿠우라 가즈야로부터 헛스윙 삼진

#### 그 외의 기록
- 첫 등판에서의 1구 승리 : 2014년 8월 30일 ※첫 등판에서는 일본 프로 야구 사상 최초, 1구 승리는 역대 36번째, 첫 승리에서의 1구 승리는 역대 6번째(더욱이 아웃은 안타의 주루사에 의한 것이기 때문에 그 시점에서 ‘통산 승률 10할’ 또는 ‘통산 피타율 10할’이었던 것으로 간주)

### 등번호
- 54(2014년 ~ )

### 연도별 투수 성적
| 연 도      | 소 속      | 등 판 | 선 발 | 완 투 | 완 봉 | 무 4 구 | 승 리 | 패 전 | 세 이 브 | 홀 드 | 승 률 | 타 자 | 이 닝 | 피 안 타 | 피 홈 런 | 볼 넷 | 고 4 | 몸 맞 | 탈 삼 진 | 폭 투 | 보 크 | 실 점 | 자 책 점 | 평 자 책 | W H I P |
| ---------- | ---------- | ----- | ----- | ----- | ----- | ------- | ----- | ----- | -------- | ----- | ----- | ----- | ----- | -------- | -------- | ----- | ---- | ----- | -------- | ----- | ----- | ----- | -------- | -------- | ------- |
| 2014년     | 라쿠텐     | 4     | 3     | 0     | 0     | 0       | 1     | 2     | 0        | 0     | .333  | 75    | 18.1  | 17       | 6        | 2     | 0    | 2     | 10       | 1     | 0     | 11    | 11       | 5.40     | 1.04    |
| 2015년     | 라쿠텐     | 7     | 3     | 0     | 0     | 0       | 0     | 2     | 0        | 0     | .000  | 81    | 15.2  | 27       | 3        | 9     | 1    | 1     | 6        | 1     | 0     | 17    | 17       | 9.77     | 2.30    |
| 통산 : 2년 | 통산 : 2년 | 11    | 6     | 0     | 0     | 0       | 1     | 4     | 0        | 0     | .200  | 156   | 34.0  | 44       | 9        | 11    | 1    | 3     | 16       | 2     | 0     | 28    | 28       | 7.41     | 1.62    |

- 2015년 시즌 종료 기준.